# Barnawartha
Barnawartha – miasto w Australii, w stanie Wiktoria.